# Popper Péter (zenész)
Popper Péter zenész, énekes, zongorista zeneszerző. 

## Pályafutása
Zenei pályáját 1981-ben a győri Citrom együttesben kezdte mint billentyűs. 1986-ban Budapestre költözik és tagja lesz a Kanguru együttesnek, melyet Szigeti Ferenc alapított, Dobi Sándor énekessel, Boros Csaba basszusgitárossal és Boros Péter dobossal. 1987-től tagja a STEP együttesnek. Velük három évet zenél együtt és három lemezt készítenek. A zenekar feloszlása után 1991-ben megalakítja az OKé együttest, ahol Hrutka Róberttel két lemezt készítenek. A zenekar 1996-ig létezik, bár hivatalosan sosem oszlott fel, de Péter és Robi egyéb tevékenységei miatt befejezték a működést. 1997-ben jelenik meg első szólólemeze Úton címmel. 1997-ben indul az Eurovízió fesztivál hazai válogatóján és ebben az évben elnyeri a Legjobb zeneszerzőnek járó díjat a Juventus Pop-Rock fesztiválon ahol második helyen is végez. Ezek után a reklám szakmában dolgozik, sok éven át egy kreatív ügynökség vezetője. 2008-ban megjelenik újabb szólólemeze Dalok gyertyafénynél címmel. Ezen a lemezen feldolgozások mellett saját dalok is találhatóak, köztük egy duett Széles Izával, Végtelen címmel, és ez a dal az egyik betétdala a 9 és fél randi c. filmnek. 2010-ben zenekarral is készít egy szólólemezt Vigyen a szél címmel. Eközben saját zenekara mellett, Popper Peti és barátai, Keresztes Ildikóval is koncertezik (2010-2014). 2014 év végén kezdi el Piano & Voice esteket egyedül, ahol saját dalok mellett feldolgozásokat zongorázik és énekel. Közben még Pál Dénes zenekarában is játszik (2013-2014). 2015 ben újraalakul a STEP együttes ahol énekel és zongorázik az alapító tagokkal, Fehér Attila gitárossal, Zsoldos Dedy dobossal, illetve kiegészülnek Honyecz Ferenc basszusgitárossal és Kató Zoltán Szaxofonossal.

## Lemezei
- 2015. Tabáni István: Szerelem várj
- 2014. Popper: Legyen Ünnep / Piano & Voice
- 2013. Pétercsák Maxim- Popper Péter: Zsenimozizás
- 2010. Popper: Vigyen a szél
- 2009. Hazai Válogatás (Végtelen)
- 2008. Popper: Dalok gyertyafénynél
- 2008. Maxi cd: Végtelen
- 2000. Pétercsák Maxim- Popper Péter: A Fennsík (zenés meditáció)
- 2000. Pa-Dö-Dő: Vi ár femili
- 1998. Smile Girls: Őrízd az álmodat
- 1997. Popper: Úton
- 1996. Aladdin és a skodalámpa
- 1995. Borbély László: Mosolypor
- 1994. Oké: Valahol félúton
- 1993. Pintácsi Viki: Csípjél fel
- 1993. Pa-Dö-Dő: Tessék dudálni
- 1992. Vincze Lilla: Koncert lemez
- 1992. OKé: Minden más lesz még
- 1990. Flipper Öcsi: Homokot szór
- 1990. Lulu: Lulu
- 1989. Step: Ciao
- 1988. Modern Hungária: Egyszer fenn, egyszer lenn
- 1988. Step: Igen
- 1987. Step: Támadás
- 1986. Citrom kislemez: Amazonasz

## Zenekarok
- 2018- Vincze Lilla és Barátai
- 2015- Step együttes
- 2014-2015 Pál Dénes zenekar
- 2010-2014 Keresztes Ildikó Band
- 2009-2015 Popper Péter és Barátai
- 1991-1996 OKé együttes
- 1987-1990 STEP együttes
- 1986-1987 Kanguru együttes
- 1981-1986 Citrom együttes

## Linkek
- Popper Péter honlapja
- Step együttes honlapja Archiválva 2019. november 2-i dátummal a Wayback Machine-ben